# Come fare carriera nella pubblicità
Come fare carriera nella pubblicità (How to Get Ahead in Advertising) è un film britannico del 1989 diretto e scritto da Bruce Robinson.